# 安達紀子
安達 紀子（あだち のりこ、1959年 - ）は、ロシア演劇研究家、エッセイスト、通訳、翻訳家。マリンスキー・オペラ友の会の会員。早稲田大学講師。

## 来歴
京都府京都市生まれ。旧姓・松岡。1983年京都産業大学外国語学部ロシア語学科卒業、早稲田大学大学院文学研究科露文専攻修士課程修了。その後、1986年から1992年までモスクワで暮らし、映画撮影所モスフィルム、朝日新聞モスクワ支局、マールイ劇場などで通訳の仕事を行った。帰国後、早稲田大学大学院博士課程に入学してロシア演劇を研究する一方、演劇雑誌『悲劇喜劇』に評論を執筆。
1999年『モスクワ綺想曲』で小野梓記念賞受賞。同年、ロシア文化省よりプーシキン記念メダルを授与される。

## 著書
- 『モスクワ狂詩曲 ロシアの人びとへのまなざし1986-1992』新評論 1994
- 『モスクワ綺想曲 ロシアの中のモスクワ、モスクワの中のロシア』新評論 1998
- 『ゲルギエフ カリスマ指揮者の軌跡』東洋書店 ユーラシア・ブックレット 2005
- 『ロシア春のソナタ、秋のワルツ 1999～21st』新評論 2010

### 翻訳
- チェーホフ『三人姉妹 四幕のドラマ』群像社・ロシア名作ライブラリー 2004
- スタニスラフスキー『俳優の仕事 俳優教育システム』全3部、堀江新二・岩田貴・浦雅春共訳、未來社 2008-2009
- ゴーリキー『どん底』群像社・ロシア名作ライブラリー 2019
- チェーホフ『〈新訳〉桜の園』未來社・転換期を読む 2020
- チェーホフ『ワーニャ伯父さん　四幕からなる田舎暮らしの情景』群像社・ロシア名作ライブラリー 2025